# ایتکولی
ایتکولی (انگلیسی: Itkuli) یک شهرک در شهرستان کاراایدلسکی استان باشقیرستان کشور روسیه است.